# Gottfried Ernst von Wuttgenau
Gottfried Ernst Reichsfreiherr von Wuttgenau (auch: Wutginau, * 31. August 1674 in Pühlau, Kr Oels; † 23. Dezember 1736 in Raab) war ein hessen-kasselischer Generalmajor und  k.u. k. Generalfeldzeugmeister.

## Herkunft
Sein Großvater Christof Wuttky war 1678 durch Kaiser Leopold I. unter Verleihung des Namens „von Wutginau“ geadelt worden. Seine Eltern waren Gottfried Ernst von Wuttgenau, Leibarzt des Herzogs von Oels, (Anm: der Leibarzt war Christian Wutge v.Wuthgenau, 1644–1736, s.Vetter) und dessen Ehefrau, eine geborene von Burchsthal.(Barbara Sophie Burgstaller aus Preßburg) Sein Bruder Johann Leonhard wurde preußischer Oberst, seine Schwester Johanne Christiane heiratete 1707 Joachim von Bludowsky († 1720).

## Leben
Im Alter von 18 Jahren besuchte Wuttgenau die Universität Jena, studierte lateinische, französische und italienische Sprache, Mathematik, Kriegsbaukunst und Kriegsfeuerwerkerei. Er war im Haus des Mathematikers Erhard Weigel untergebracht und half bei dessen mathematischen und mechanischen Werken. 1697 geriet Wuttgenau auf dem Gut Drackendorf mit einigen Offizieren in Streit und wurde dabei schwer verletzt, sein Bursche Wolf von Werther dabei getötet. Er verließ daraufhin Jena und sah sich an einigen Fürstenhöfen um. Er blieb einige Jahre bei dem Grafen Balthasar Erdmann von Promnitz in Sorau und ging mit dessen Sohn Erdmann II. auf Reisen, wobei sich beide länger in Paris und Turin aufhielten. Nach der Rückkehr heiratete Promnitz die Prinzessin Marie von Sachsen-Weißenfels, eine Tochter des Herzogs Johann Adolf I. von Sachsen-Weißenfels. Wuttgenau wurde Kammerherr beim Herzog. 1705 geriet er mit einem Freiherren von Kittlitz in Streit und wurde bei dem folgenden Duell an der Hand verletzt, was eine längere Behandlung notwendig machte.

### Spanischer Erbfolgekrieg
1706 beschloss er, sich der hessischen Armee anzuschließen, die der Erbprinz Friedrich von Hessen-Kassel sammelte. Im Spanischen Erbfolgekrieg führte Friedrich die Armee von 10.600 Mann über die Alpen zum kaiserlichen Heer nach Italien. Im Feldzug konnte Wuttgenau sich mehrfach auszeichnen. So gelang es ihm, eine französische Schildwache gefangen zu nehmen und in das kaiserliche Feldlager zu bringen. Prinz Friedrich ernannte ihn in dieser Zeit zu seinem Generaladjutanten.
Bei der Belagerung von Toulon im Jahr 1707 war er bereits Generalquartiermeister. Die Belagerung schlug fehl und die Hessen gingen über die Alpen zurück. Anfang 1708 wurde Wuttgenau zum „Führer“ des Prinzen Georg von Hessen ernannt und begleiteten den Prinzen Friedrich mit einer neuen Armee nach Italien. Ende April 1708 schlossen sich Prinz Georg und sein Führer der Armee unter Prinz Eugen und Marlborough in den Niederlanden an. Bei der Belagerung von Lille bemerkte Wuttgenau eine unbesetzte Redoute, die er rasch zusammen mit einem Offizier und vier Mann besetzte. Die Franzosen bemerkten ihren Irrtum und schickten 300 Mann, um die Hessen wieder zu vertreiben. Am Nachmittag wurde die Redoute erneut von den Hessen besetzt, die beim Sturm durch die Gegenwehr der Franzosen 200 Mann verloren.
Im Laufe der Zeit wurde Prinz Georg zur Oberst ernannt und erhielt sein eigenes Regiment. Wuttgenau wurde ihm als Oberstleutnant zugeteilt. Am 11. September 1709 führte das Regiment in der Schlacht bei Malplaquet einen Angriff auf die linke Flanke der Franzosen und wurde zurückgeworfen. Es gelang Wuttgenau, das Regiment wieder zu sammeln und wieder vorrücken zu lassen, um so an Sieg teilzuhaben.
Der Feldzug von 1710 war durch verschiedene Belagerungen gekennzeichnet und Wuttgenau konnte sich als Ingenieur und im Feld auszeichnen. Bei der Belagerung von Bouchain im Jahr 1711 gelang es ihm, in der Nacht eine 680 Schritt lange Brücke über die Schelde zu bauen; so konnte ein Hornwerk erobert werden. Bei Quesnoy führte er am 4. Juli 1712 den Sturm auf eine strategisch wichtige Redoute. Nach deren Eroberung müsste sich die Festung ergeben. Im November des Jahres kehrten die Truppen in die Winterquartiere über den Rhein zurück.

### Hofmeister des Prinzen Georg
Prinz Georg trat 1713 in preußische Dienste. Der zum Oberst beförderte Wuttgenau folgte ihm als Stallmeister und Hofmeister. Am 11. Januar 1714 wurde der Prinz preußischer Generalwagenmeister. Beide kämpften im Pommernfeldzug bei der Belagerung von Stralsund. Im Jahr 1716 begann Prinz Georg eine Grand Tour. Er ging für sieben Monate an den Hof nach Versailles, während sich Wuttgenau bei dem Militärtheoretiker Jean-Charles de Folard ausbilden ließ. Nach sieben Monaten reisten Wuttgenau und der Prinz nach Toulon, um die Schauplätze der Belagerung zu besichtigen; im Oktober erreichten sie dann den Hof in Turin. Anschließend gingen sie für vier Wochen nach Rom und von dort für drei Wochen nach Venedig. Auf der Rückreise erkrankte Georg in Augsburg schwer, konnte sich aber wieder erholen, so erreichten die beiden am 14. Februar 1717 wieder den Hof in Kassel.

### Türkenkrieg
Nach seiner Rückkehr erhielt Wuttgenau vom Landgrafen den Auftrag, das Regiment des Prinzen Maximilian kriegsbereit zu machen. Bereits Ende März war er soweit und im Mai rückte es ab. Am 10. Juli 1717 erreichte es die Belagerungsarmee vor Belgrad. Dort erhielt Wuttgenau am 13. Juli den Auftrag, Dämme und Brücken über die Sümpfe anzulegen, um die Verbindung zwischen der Hauptarmee und dem Detachement bei Semlin zu sichern. Die Nachschubwege wurden immer wieder angegriffen, und so wurde er am 19. Juli morgens beim Anlegen einer Redoute durch eine Kugel schwer verletzt wurde. Diese drang unter dem Kinn in seinen Kopf ein und ging durch das linke Ohr hinaus. Er überlebte und war nach einigen Wochen wieder einsatzbereit. Eine türkische Ersatzarmee hatte inzwischen die Belagerer eingeschlossen, aber die Explosion des Pulvermagazins in der Stadt schwächte die Festung. So beschloss Prinz Eugen am 16. August 1717, die Festung zu stürmen. Wuttgenau marschierte an der Spitze von sieben Bataillonen und fünf Grenadierkompanien etwa 800 Schritt der Armee voraus, warf drei Angriffe der Türken zurück und eroberte 17 Kanonen und fünf Mörser in dem türkischen Hauptbollwerk.
Nach dem Frieden von Passarowitz 1718 wurde er nach Sizilien beordert. Am 5. Oktober kam er nach Pavia, wo er bis zum 7. Januar 1719 blieb. Am 22. März traf er bei Neapel mit dem kaiserlichen Heer zusammen und setzte nach Sizilien über. In der Schlacht bei Francavilla erlitt das Heer eine Niederlage mit schweren Verlusten. Bei der folgenden Belagerung von Messina zeichnete sich Wuttgenau als Baumeister aus. Am 11. September traf ihn dort ein Kugel und blieb im Oberarm stecken. Die Festung musste sich am 18. Oktober wegen Pulvermangels ergeben.
Im Februar 1720 rückte das Heer gegen Palermo vor. Zusammen mit Oberst Wilhelm von Neipperg führte Wuttgenau den ersten Angriff. Am 29. April musste sich die Spanier aus einige Werken zurückziehen. Am 2. Mai stürmten beide Obristen weitere spanische Werke, aber die Kampfhandlungen endeten mit der Konvention von Palermo, die Spanier räumten Sizilien. Für Wuttgenau folgte nun ein langer Streit mit dem Hof in Wien, erst 1723 waren die fälligen Gelder für sein Regiment bezahlt.

### Gesandter in Russland
In zwischen war hessische Erbprinz Friedrich zum König von Schweden gewählt worden. Sein Vater, Landgraf Karl, plante, ihn auch als Nachfolger des Zaren Peter zu etablieren. So wurde der zum Generalmajor beförderte Wuttgenau Anfang Februar 1724 als Gesandter an den russischen Hof nach St. Petersburg geschickt. Aber erst nach der Krönung der Frau des Zaren Katharina am 18. Mai 1824 wurde er als Gesandter anlässlich des Geburtstags des Zaren am 11. Juni offiziell empfangen.
Wuttgenau bemerkte schnell, dass er einen schweren Stand hatte. Denn eigentlich hätte nach Erbrecht Karl Friedrich von Schleswig-Holstein-Gottorf König von Schweden werden sollen, dieser war aber Alkoholiker. Es gelang aber dem Holstein-Gottorpschen Gesandten Henning Friedrich von Bassewitz im November 1724, einen Vertrag über die Ehe zwischen Anna Petrowna, Tochter Peters I., und Karl Friedrich zu schließen; das Paar musste allerdings für sich und seine Nachkommen auf den Zarenthron verzichten.
Wuttgenau bot Soldaten für den Krieg gegen die Türken. Von französischer Seite wurde der Bruder des schwedischen Königs, Georg von Hessen-Kassel, vorgeschlagen, dieser weigerte sich aber standhaft, zum orthodoxen Glauben überzutreten.
Noch am 22. November 1724 schrieb Friedrich von Schweden an seinen Vater, den Landgrafen, Wuttgenau als Gesandten in St. Petersburg zu belassen. Der Landgraf sah aber keine Fortkommen und wollte Wuttgenau zum 20. Februar 1725 zurückrufen. Da aber Zar Peter am 8. Februar überraschend starb, blieb er zunächst und übermittelte das Beileidsschreiben des Landgrafen. Die neue Zarin Katharina I. empfing ihn am 16. Mai 1725 zu einer Abschiedsaudienz und erst am 22. Juni verließ er St. Petersburg. Durch Katharinas Gunst kamen nun die Gottorper zum Zuge. Auf seiner Rückreise besuchte Wuttgenau in Halle für einige Tage noch den Theologen August Hermann Francke, mit dem er danach noch viele Jahre brieflich verkehrte. Er kehrte nach Kassel zurück, wo er keine rechte Herausforderung mehr fand, und so gab er 1727 den Dienst in Kassel auf.

### In kaiserlichen Diensten
Prinz Eugen holte Wuttgenau in kaiserliche Dienste. Dort wurde er am 28. Juni 1727 zum Generalfeldwachtmeister ernannt. 1730 führten ihn Familienangelegenheiten nach Dresden, wo er den sächsischen Kurfürsten und polnischen König August den Starken traf. In Vorbereitung für das Zeithainer Lustlager baute er für den Fürsten eine Brücke über die Elbe. Das Angebot, in sächsische Dienst zu treten, schlug er aber aus.
Er wurde nun vom Kaiser nach Italien geschickt, um dort ein Korps von 15.000 Mann der kaiserlichen Armee unter Mercy zu übernehmen. 1730 wurde er auch Kommandant von Piacenza. Im Jahr 1731 räumten jedoch die Kaiserlichen die besetzten Herzogtümer Parma und Modena und im Frühjahr 1733 wurde Wuttgenau ganz zurückgerufen. Der Polnische Thronfolgekrieg bahnte sich an und das kaiserliche Heer sollte unter dem Kommando von August bei Oppeln ein Lager beziehen, August verlegte es aber nach Glogau. Der Krieg brach dann in Italien und am Rhein aus. Prinz Eugen ernannte Wuttgenau zum Kommandanten der Reichsfestung Philippsburg. Der Befehl des Kaisers vom 28. Oktober 1733 wies ihn zur Verteidigung der Festung an, wobei er zum Feldmarschallleutnant befördert wurde; außerdem wurde er 1734 Chef des Infanterie-Regiments Nr. 3.

### Polnischer Erbfolgekrieg
Als Wuttgenau in Philippsburg eintraf, fand er die Festung in einem erbärmlichen Zustand vor. Die Besatzung von 4000 Mann war viel zu klein und zudem waren die meisten kaum ausgebildete Rekruten. Also machte er sich daran, die Festung in einen verteidigungsbereiten Zustand zu versetzen.
Als der französische Marschall Berwick ein Heer von 100.000 Mann heranführte und am 23. Mai 1734 mit der Belagerung begann, hatte Wuttgenau erst 15.000 Mann zur Verfügung, da viele Fürsten ihren Pflichten nicht nachkommen konnten oder wollten. Es gelang ihm, die Festung bis zum 21. Juli zu halten. Da keine Aussicht auf Entsatz bestand, kapitulierte er letztlich mit allen Ehren. Die Besatzung konnte mit wehenden Fahnen und klingendem Spiel, jeder Soldat mit 20 Schuss und jedes der mit ausrückenden sechs Geschütze mit sechs Schuss abziehen. Die Verteidiger hatten Verluste von 257 Toten, 509 Verwundeten und 159 Gefangenen, die Franzosen aber verloren um 6000 Mann, unter ihnen Marschall Berwick, dem eine Kanonenkugel den Kopf wegriss.
Wuttgenau ging nach Mainz. Dort schnitt ihm der Leibarzt des Kurfürsten die Kugel aus dem Arm, die er seit Messina im Arm getragen hatte. Am 31. Juli erstattete er vor der Reichsversammlung in Regensburg Bericht über die Verteidigung von Philippsburg. Er erhielt von der Versammlung großes Lob und eine Belohnung von 5000 Talern. Auch Prinz Eugen und der Kaiser lobten den Verteidiger von Philippsburg.
Im Januar 1735 schickte der Kaiser ihn nach Mantua, um diesen wichtigste Festung in Oberitaliens zu schützen. Im Mai 1735 wurde er zum Generalfeldzeugmeister ernannt und setzte die Festung wieder instand. Zu einer Belagerung kam er aber nicht, da man sich zuvor auf einen Friedensvertrag einigte.

### Tod
Der Kaiser versuchte, seine Verluste in Italien in einem Krieg gegen die Türken zu kompensieren. Er ernannte Wuttgenau zum Generaldirektor aller kaiserlichen und Reichsfestungen. Wuttgenau bereiste im Herbst die Festungen in Ungarn. Er erkrankte am 30. November bei Stuhlweißenburg, reiste noch bis Raab und suchte dort einen Arzt auf. Als die Nachricht der Erkrankung den Kaiser erreichte, schickte dieser seinen Leibarzt Garelli; auch Wuttgenaus Ehefrau reiste nach Raab. Alle ärztliche Hilfe war vergebens und Wuttgenau starb am 23. Dezember 1736 in Raab. Er wurde am 26. Dezember 1736 in der dortigen evangelischen Kirche beigesetzt.

## Familie
Er heiratete am 16. September 1729 auf seinem Gut Bielau Sophie Florentine von Buttlar, Tochter des hessischen Generalleutnants Gottfried Ernst von Buttlar (* 1660). Ein Sohn und eine Tochter starben jung. Das Paar hatte aber mindestens einen überlebenden Sohn, Gottfried Ernst (* 1732). 